# Keith Wickham
Keith Wickham (St Albans, 9 febbraio 1965) è un doppiatore, comico e sceneggiatore britannico.

## Biografia
I ruoli più famosi di Wickham sono l'Impostore in The Secret Show, Mr. Small e Mr. Tall nel The Mr. Men Show, molti personaggi nel doppiaggio britannico de Il trenino Thomas, Corneil in Corneil e Bernie e Frank, Archie e Sammy in I fratelli Koala. Tra gli altri suoi ruoli nel doppiaggio possiamo trovare Saltavia, Ruspo e Drillo in In giro per la giungla ed il professor Inkling e il dottor Shelling in Gli Octonauti. Ha lavorato anche in radio, aiutando a rintracciare episodi perduti del programma di BBC Radio 7 I'm Sorry, I'll Read That Again.

## Doppiaggio

### Film d'animazione
- Signor Leach in Canto di Natale - Il film
- Schroeder in Ritorno all'Isola che non c'è
- voci aggiuntive in The King's Beard
- Padre di Azur in Azur e Asmar
- Bagheera in The Jungle Book: Rikki-Tikki-Tavi to the Rescue
- Padre di Scrooge, Jacob Marley, Fantasma del Natale passato, Fantasma del Natale presente in A Christmas Carol
- voci aggiuntive in Alice in Wonderland: What's the Matter with the Hatter?
- Edward, Henry, Gordon, James e Sir Topham Hatt in Thomas & Friends: Hero of the Rails
- Edward, Henry, Gordon, James, Percy, Soffio, Biffo, Harold, Salty, Captain e Sir Topham Hatt in Thomas & Friends: Misty Island Rescue
- Leonardo in Rainbow Magic: Return to Rainspell Island
- Edward, Henry, Gordon, James, Percy, Salty, Den, Paxton, Vedova Hatt, Sir Topham Hatt in Thomas & Friends: Day of the Diesels
- Edward, Henry, Gordon, James, Percy, Sir Topham Hatt, il Controllore Smilzo in Thomas & Friends: Blue Mountain Mystery
- Edward, Henry, James, Gordon, Percy, Sir Topham Hatt in Il trenino Thomas - Il re dei binari, Il trenino Thomas - Thomas e i trenini coraggiosi
- Edward, Henry, Gordon e James in Thomas & Friends: The Adventure Begins
- Edward, Henry, Gordon, James, Percy in Il trenino Thomas - Sodor e il tesoro dei pirati
- Edward, Henry, Gordon e James in Il trenino Thomas - La grande corsa
- Edward, Henry e Gordon in Il trenino Thomas - Viaggio oltre i confini di Sodor
- Edward, Henry, Gordon, Harold e il Controllore Smilzo in Il trenino Thomas - Un mondo di avventure

### Serie animate
- Vince in Douglas and Vince: The Two Heroes
- Noroi in Topolino in... Gamba
- Archduke in Archibald, il koala investigatore
- personaggi vari in Viale dello Zoo 64
- Bozz in Cubeez
- personaggi vari in Angelina ballerina
- Door e Sly in Wilf the Witch's Dog
- Corneil in Corneil e Bernie
- Frank, Archie e Sammy in I fratelli Koala
- Stef, Sariac, Vegas e Atlas in Pitt & Kantrop
- personaggi vari in Planet Sketch
- Polluto in Tommy Zoom
- l'Impostore in The Secret Show
- Trevor, Dr. Frankenstein e Pipsquawk in Il gatto di Frankenstein
- Mr. Small e Mr. Tall in The Mr. Men Show
- Saltavia, Ruspo e Drillo in In giro per la giungla
- personaggi vari in Il trenino Thomas
- Prof. Inkling e Dott. Shellington in Gli Octonauti
- Dirk Spamflex in Fleabag Monkeyface
- Tony in Dinopaws
- personaggi vari in Toot the Tiny Tugboat
- Bert e Monty in Wissper
- Loop in Ricky Zoom
- voci aggiuntive in La città di Alberogrande
- Ted in Mojo Swoptops

### Videogiochi
- comunicazioni spaziali in Privateer 2: The Darkening
- narratore in MindGym[2]
- Jack di Spade in Fable
- Dhoulmagus in Dragon Quest VIII: L'odissea del re maledetto
- voci aggiuntive in Medieval II: Total War, Fable II e Memento Mori
- Guerriero Genji (guardia B), Guerriero Heishi A e Yoritomo in Genji: Days of the Blade
- Colonnello Cutlass e Briquet in Dragon Quest Swords
- Edward Bennett in Cursed Mountain
- Garden Rabbit in The Night of the Rabbit
- Niranira in Xenoblade Chronicles 2

## Doppiatori italiani
Nelle versioni in italiano delle opere che ha doppiato, Keith Wickham è stato sostituito da:
- Angelo Maggi in Azur e Asmar
- Luca Ferrante, Ambrogio Colombo, Gianluca Crisafi, Mattia Nissolino, Chiara Oliviero, Dario Oppido, Fabio Gervasi, Enzo Avolio, Mino Caprio e Gaetano Lizzio in Il trenino Thomas
- Enrico Bertorelli in Archibald, il koala investigatore e Angelina ballerina
- Sergio Romanò in Angelina ballerina
- Oreste Baldini in Corneil e Bernie
- Mauro Gravina, Sergio Lucchetti e Corrado Conforti in I fratelli Koala
- Franco Mannella, Paolo Marchese, Gianni Bersanetti e Francesco Meoni in Pitt & Kantrop
- Corrado Conforti, Giorgio Locuratolo e Roberto Certomà in In giro per la giungla
- Bruno Alessandro e Paolo Macedonio in Gli Octonauti
- Luca Tesei in Ricky Zoom